# Championnat du Liberia de football 2022-2023
Navigation
Edition précédente Edition suivante
La saison 2022-2023 du Championnat du Liberia de football est la 49e édition du championnat de première division liberien.
Le club LISCR FC remporte le championnat et son septième titre de champion, le club réalise en outre cette saison le triplé championnat-coupe-supercoupe.

## Participants
- LISCR FC
- Mighty Barrolle
- Nimba United
- LPRC Oilers
- Watanga FC
- FC Bea Mountain
- Freeport FC
- Nimba Kwado
- Invincible Eleven
- Heaven Eleven FC
- Sandi FC
- Muscat FC -  promu de D2
- Cece United  -  promu de D2
- Jubilee FC  -  promu de D2

## Compétition

### Classement
Le classement est établi sur le barème de points classique (victoire à 3 points, match nul à 1, défaite à 0). Pour départager les égalités, on tient d'abord compte de la différence de buts générale, puis du nombre de buts marqués, puis des confrontations directes.
| Rang | Équipe            | Pts | J  | G  | N  | P  | Bp | Bc | Diff |
| ---- | ----------------- | --- | -- | -- | -- | -- | -- | -- | ---- |
| 1    | LISCR FC C        | 62  | 26 | 19 | 5  | 2  | 61 | 22 | +39  |
| 2    | FC Bea Mountain   | 58  | 26 | 16 | 10 | 0  | 56 | 12 | +44  |
| 3    | Watanga FC T      | 49  | 26 | 14 | 7  | 5  | 55 | 27 | +28  |
| 4    | Mighty Barrolle   | 39  | 26 | 10 | 9  | 7  | 53 | 34 | +19  |
| 5    | Heaven Eleven FC  | 39  | 26 | 10 | 9  | 7  | 45 | 40 | +5   |
| 6    | Nimba Kwado       | 37  | 26 | 9  | 10 | 7  | 28 | 22 | +6   |
| 7    | Muscat FC P       | 34  | 26 | 10 | 4  | 12 | 37 | 50 | -13  |
| 8    | LPRC Oilers       | 33  | 26 | 9  | 6  | 11 | 44 | 49 | -5   |
| 9    | Cece United P     | 30  | 26 | 7  | 9  | 10 | 39 | 39 | 0    |
| 10   | Invincible Eleven | 29  | 26 | 8  | 3  | 13 | 29 | 48 | -19  |
| 11   | Freeport FC       | 26  | 26 | 7  | 5  | 14 | 32 | 42 | -10  |
| 12   | Jubilee FC P      | 26  | 26 | 6  | 8  | 12 | 34 | 47 | -13  |
| 13   | Nimba United      | 18  | 26 | 3  | 9  | 14 | 16 | 53 | -37  |
| 14   | Sandi FC          | 18  | 26 | 6  | 0  | 20 | 28 | 72 | -44  |

|  | Qualification pour la Ligue des Champions de la CAF                                      |
|  | Qualification pour la Coupe de la confédération                                          |
|  | Relégation                                                                               |
|  | T : Tenant du titre C : Vainqueur de la Coupe du Liberia 2023 P : Promu de Second League |

- Watanga FC est qualifié pour la Coupe de la confédération 2023-2024 en tant que finaliste de la Coupe du Liberia, remportée par le champion LISCR FC[3].

## Bilan de la saison
| Championnat du Liberia de football 2022-2023                        |                     |
| Champion                                                            | LISCR FC (7e titre) |
| Coupes et trophées                                                  |                     |
| Vainqueur de la Coupe du Liberia 2022-2023                          | LISCR FC            |
| Qualifications continentales                                        |                     |
| Ligue des champions de la CAF 2023-2024                             | LISCR FC            |
| Coupe de la confédération 2023-2024                                 | Watanga FC          |
| Promotions et relégations                                           |                     |
| Promus en First Division                                            | Paynesville FC      |
| Promus en First Division                                            | Global Pharma FC    |
| Promus en First Division                                            | NPA Anchors FC      |
| Relégués en Championnat du Liberia de football de deuxième division | Jubilee FC          |
| Relégués en Championnat du Liberia de football de deuxième division | Nimba United        |
| Relégués en Championnat du Liberia de football de deuxième division | Sandi FC            |